# Jaunbērze
Jaunbērze är en ort i Lettland.   Den ligger i kommunen Dobeles Rajons, i den västra delen av landet, 50 km sydväst om huvudstaden Riga. Jaunbērze ligger 14 meter över havet och antalet invånare är 939.
Terrängen runt Jaunbērze är platt, och sluttar österut. Runt Jaunbērze är det ganska glesbefolkat, med 26 invånare per kvadratkilometer. Närmaste större samhälle är Dobele, 14,3 km sydväst om Jaunbērze. Trakten runt Jaunbērze består till största delen av jordbruksmark.